# Jerzy Grochowski
Jerzy Grochowski herbu Junosza (zm. w 1659 roku) – kanonik krakowski w 1625 roku, kanonik gnieźnieńskiej kapituły katedralnej od 1622 roku, proboszcz łucki, dziekan przemyski, sekretarz królewski w 1633 roku.
Syn Wacława i Zuzanny Słusznogórskiej.
Pochowany w kaplicy Gamrata katedry wawelskiej, którą sam restaurował.